# Tim Payne
Tim Payne (Auckland, 10 de enero de 1994) es un futbolista neozelandés que juega como mediocampista en el Wellington Phoenix F. C. de la A-League.

## Carrera
Comenzó a jugar en el Auckland City en 2009. En 2010 fue inscrito en las inferiores del Waitakere United, se mantuvo allí hasta que a principios de 2012 el Blackburn Rovers inglés decidió sumarlo a su reserva. Nunca logró jugar en el primer equipo y en 2014 fue parte de un recorte del plantel, quedando libre. Meses después, firmaría con el Auckland City. Tras conseguir el tercer puesto en la Copa Mundial de Clubes de la FIFA, viajó a los Estados Unidos para firmar con el Portland Timbers 2. En 2016 regresaría a Nueva Zelanda para incorporarse al Eastern Suburbs. En julio de 2019 firmó por una temporada con el Wellington Phoenix.

### Clubes
| Club                     | País           | Año           |
| ------------------------ | -------------- | ------------- |
| Auckland City F. C.      | Nueva Zelanda  | 2009-2010     |
| Waitakere United         | Nueva Zelanda  | 2010-2011     |
| Blackburn Rovers F. C.   | Inglaterra     | 2012-2014     |
| Auckland City F. C.      | Nueva Zelanda  | 2014          |
| Portland Timbers 2       | Estados Unidos | 2015-2016     |
| Eastern Suburbs          | Nueva Zelanda  | 2016-2019     |
| Wellington Phoenix F. C. | Nueva Zelanda  | 2019-presente |

### Selección nacional
En 2011 jugó la Copa Mundial Sub-17 de 2011 y la Sub-20 del mismo año representando a Nueva Zelanda. En la categoría Sub-17 jugó los 4 partidos, pero en el nivel Sub-20 solo ingresó desde el banco en el empate 1-1 frente a Camerún.
Representó a los All Whites en la Copa de las Naciones de la OFC 2012 y desde entonces se volvió una cara habitual en la nómina neozelandesa. Marcó su primer gol para la selección mayor en el último encuentro de la tercera fase de las eliminatorias a Brasil 2014 ante las Islas Salomón, Payne pudo anotar por partida doble en ese partido.

#### Partidos y goles internacionales
| Partidos y goles internacionales | Partidos y goles internacionales | Partidos y goles internacionales   | Partidos y goles internacionales | Partidos y goles internacionales | Partidos y goles internacionales           | Partidos y goles internacionales |
| #                                | Fecha                            | Estadio                            | Rival                            | Resultado                        | Competición                                | Gol(es)                          |
| -------------------------------- | -------------------------------- | ---------------------------------- | -------------------------------- | -------------------------------- | ------------------------------------------ | -------------------------------- |
| 2012                             |                                  |                                    |                                  |                                  |                                            |                                  |
| 1                                | 26 de mayo                       | Estadio Cotton Bowl, Dallas        | Honduras                         | 1 – 0                            | Amistoso                                   |                                  |
| 2                                | 2 de junio                       | Estadio Lawson Tama, Honiara       | Papúa Nueva Guinea               | 2 – 1                            | Copa de las Naciones de la OFC 2012        |                                  |
| 3                                | 6 de junio                       | Estadio Lawson Tama, Honiara       | Islas Salomón                    | 1 – 1                            | Copa de las Naciones de la OFC 2012        |                                  |
| 4                                | 10 de junio                      | Estadio Lawson Tama, Honiara       | Islas Salomón                    | 4 – 3                            | Copa de las Naciones de la OFC 2012        |                                  |
| 5                                | 7 de septiembre                  | Estadio Numa-Daly Magenta, Numea   | Nueva Caledonia                  | 2 – 0                            | Clasificación para la Copa Mundial de 2014 |                                  |
| 6                                | 16 de octubre                    | Estadio Pater Te Hono Nui, Papeete | Tahití                           | 2 – 0                            | Clasificación para la Copa Mundial de 2014 |                                  |
| 7                                | 14 de noviembre                  | Estadio Hongkou, Shanghái          | China                            | 1 – 1                            | Amistoso                                   |                                  |
| 2013                             |                                  |                                    |                                  |                                  |                                            |                                  |
| 8                                | 22 de marzo                      | Forsyth Barr Stadium, Dunedin      | Nueva Caledonia                  | 2 – 1                            | Clasificación para la Copa Mundial de 2014 |                                  |
| 9                                | 26 de marzo                      | Estadio Lawson Tama, Honiara       | Islas Salomón                    | 2 – 0                            | Clasificación para la Copa Mundial de 2014 | 2 (2)                            |
| 2014                             |                                  |                                    |                                  |                                  |                                            |                                  |
| 10                               | 5 de marzo                       | Estadio Olímpico, Tokio            | Japón                            | 2 – 4                            | Amistoso                                   |                                  |
| 11                               | 30 de mayo                       | Mount Smart Stadium, Auckland      | Sudáfrica                        | 0 – 0                            | Amistoso                                   |                                  |
| 12                               | 8 de septiembre                  | Estadio Pakhtakor, Taskent         | Uzbekistán                       | 1 – 3                            | Amistoso                                   |                                  |
| 13                               | 14 de noviembre                  | National Stadium, Nanchang         | China                            | 1 – 1                            | Amistoso                                   |                                  |
| 14                               | 18 de noviembre                  | 80th Birthday Stadium, Korat       | Tailandia                        | 0 – 2                            | Amistoso                                   |                                  |
| 2015                             |                                  |                                    |                                  |                                  |                                            |                                  |
| 15                               | 7 de septiembre                  | Estadio Thuwunna, Rangún           | Birmania                         | 1 – 1                            | Amistoso                                   |                                  |
| 2018                             |                                  |                                    |                                  |                                  |                                            |                                  |
| 16                               | 24 de marzo                      | Pinatar Arena, Murcia              | Canadá                           | 0 – 1                            | Amistoso                                   |                                  |
| 17                               | 2 de junio                       | Mumbai Football Arena, Bombay      | Kenia                            | 1 – 2                            | Copa Intercontinental 2018                 |                                  |
| 18                               | 5 de junio                       | Mumbai Football Arena, Bombay      | China Taipéi                     | 1 – 0                            | Copa Intercontinental 2018                 |                                  |
| 19                               | 7 de junio                       | Mumbai Football Arena, Bombay      | India                            | 2 – 1                            | Copa Intercontinental 2018                 |                                  |

## Palmarés

### Títulos nacionales
| Título          | Club             | País          | Año     |
| --------------- | ---------------- | ------------- | ------- |
| ASB Premiership | Waitakere United | Nueva Zelanda | 2010-11 |

### Títulos internacionales
| Título                         | Club (*)             | País          | Año  |
| ------------------------------ | -------------------- | ------------- | ---- |
| Campeonato Sub-17 OFC          | Nueva Zelanda sub-17 | Nueva Zelanda | 2011 |
| Campeonato Sub-20 OFC          | Nueva Zelanda sub-20 | Fiyi          | 2013 |
| Copa de las Naciones de la OFC | Nueva Zelanda        | Fiyi Vanuatu  | 2024 |

(*) Incluyendo la selección.